# 慈湖烈士陵园
29°59′38.45″N 121°27′2.50″E / 29.9940139°N 121.4506944°E
慈湖烈士陵园，又称慈城革命烈士陵园，位于中国浙江省宁波市江北区慈城镇慈湖北侧，陵园坐北朝南，始建于1950年，最初称为朱洪山烈士墓，朱洪山从鄞西迁葬于此，之后其他烈士迁入，1981年12月公布为江北区文物保护单位，1997年改造，并迁入散落在各地的革命烈士，正式开辟为慈湖烈士陵园，陵园园名由谭启龙题写，1998年陵园正式对外开放:266-267，2022年完成升级改造。